# Gouvernement Kurland

Wappen des Gouvernements

Das Gouvernement Kurland (russisch Курляндская губерния/Kurljandskaja gubernija) war das südlichste der drei russischen Ostseegouvernements. Die Hauptstadt war Mitau. Das unterstellte Gebiet gehört heutzutage größtenteils zu Lettland.

## Ausdehnung und Lage
Das Gouvernement Kurland bestand landschaftlich aus zwei Teilen – dem eigentlichen Kurland sowie Semgallen. Es grenzte im Norden an Livland, im Osten an das Gouvernement Witebsk, im Westen an die Ostsee, im Süden an die Gouvernements Kowno und Wilna. Über einen schmalen Küstenstreifen rund um Polangen (lit. Palanga), verwaltet als Wolost Polangen, grenzte das Gouvernement an den nördlichsten Zipfel Ostpreußens. Es hatte eine Fläche von 27.286 km².

## Verwaltungsgliederung

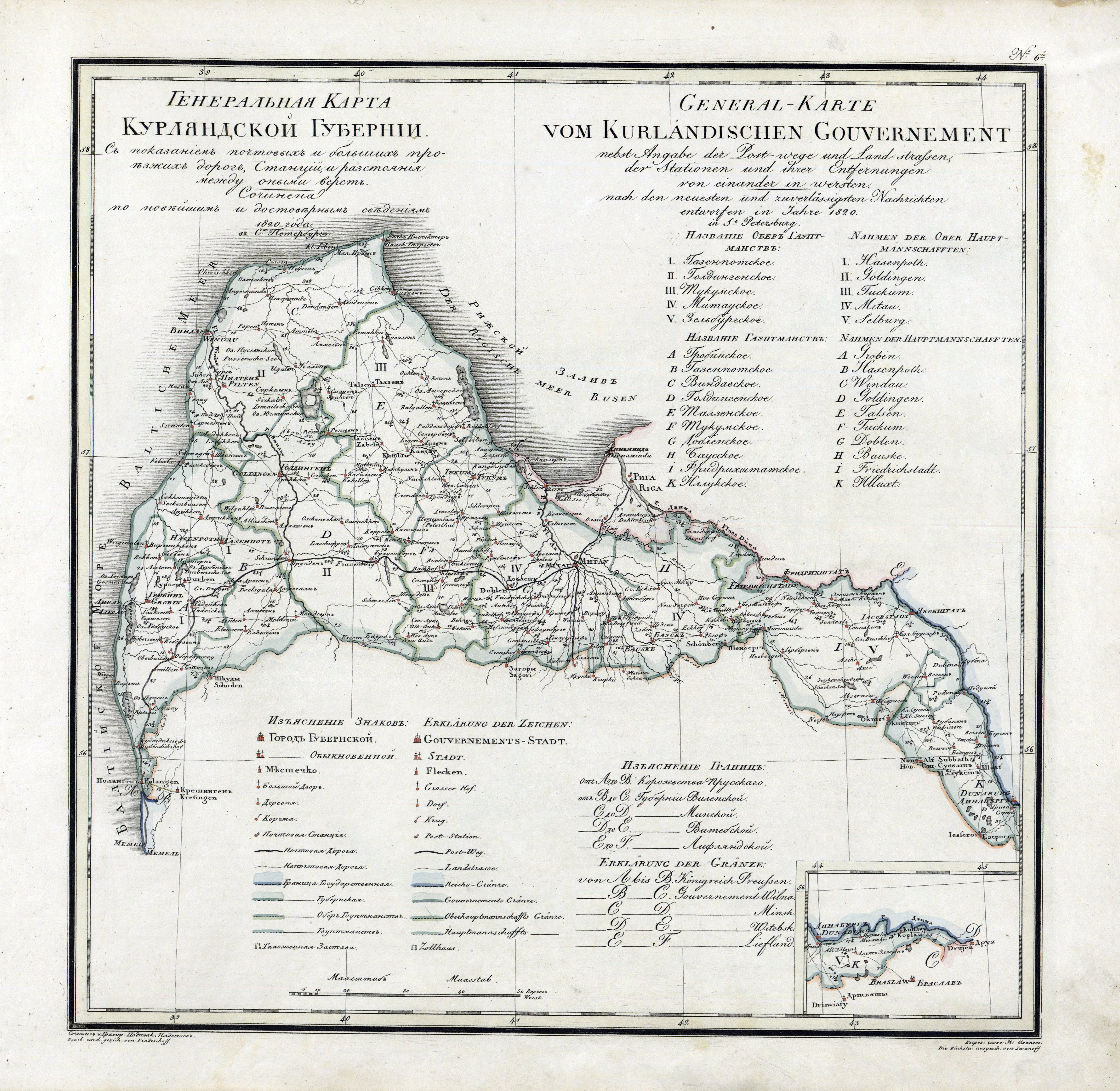
Das Gouvernement im Jahr 1821 (russisch/deutsch)

Bei seiner Einrichtung wurde es in 9 Kreise aufgeteilt. Anfangs gab es vier Oberhauptmannschaften (Mitau, Goldingen, Selburg und Tuckum) mit je zwei Hauptmannschaften, später kam mit Hasenpoth eine fünfte dazu.
Das Gouvernement Kurland war in die folgenden Kreise (Ujesd) eingeteilt:
| Kreis                | Hauptort, lett. Bezeichnung | Oberhauptmannschaft |
| -------------------- | --------------------------- | ------------------- |
| Kreis Bauske         | Bauska                      | Mitau               |
| Kreis Friedrichstadt | Jaunjelgava                 | Selburg             |
| Kreis Goldingen      | Kuldīga                     | Goldingen           |
| Kreis Grobin         | Grobiņa                     | Hasenpoth           |
| Kreis Hasenpoth      | Aizpute                     | Hasenpoth           |
| Kreis Illuxt         | Ilūkste                     | Selburg             |
| Kreis Doblen         | Dobele                      | Mitau               |
| Kreis Talsen         | Talsi                       | Tuckum              |
| Kreis Tuckum         | Tukums                      | Tuckum              |
| Kreis Windau         | Ventspils                   | Goldingen           |

Oberhauptmannschaften:
- Mitau
- Tuckum
- Selburg
- Goldingen
- Hasenpoth

## Geschichte

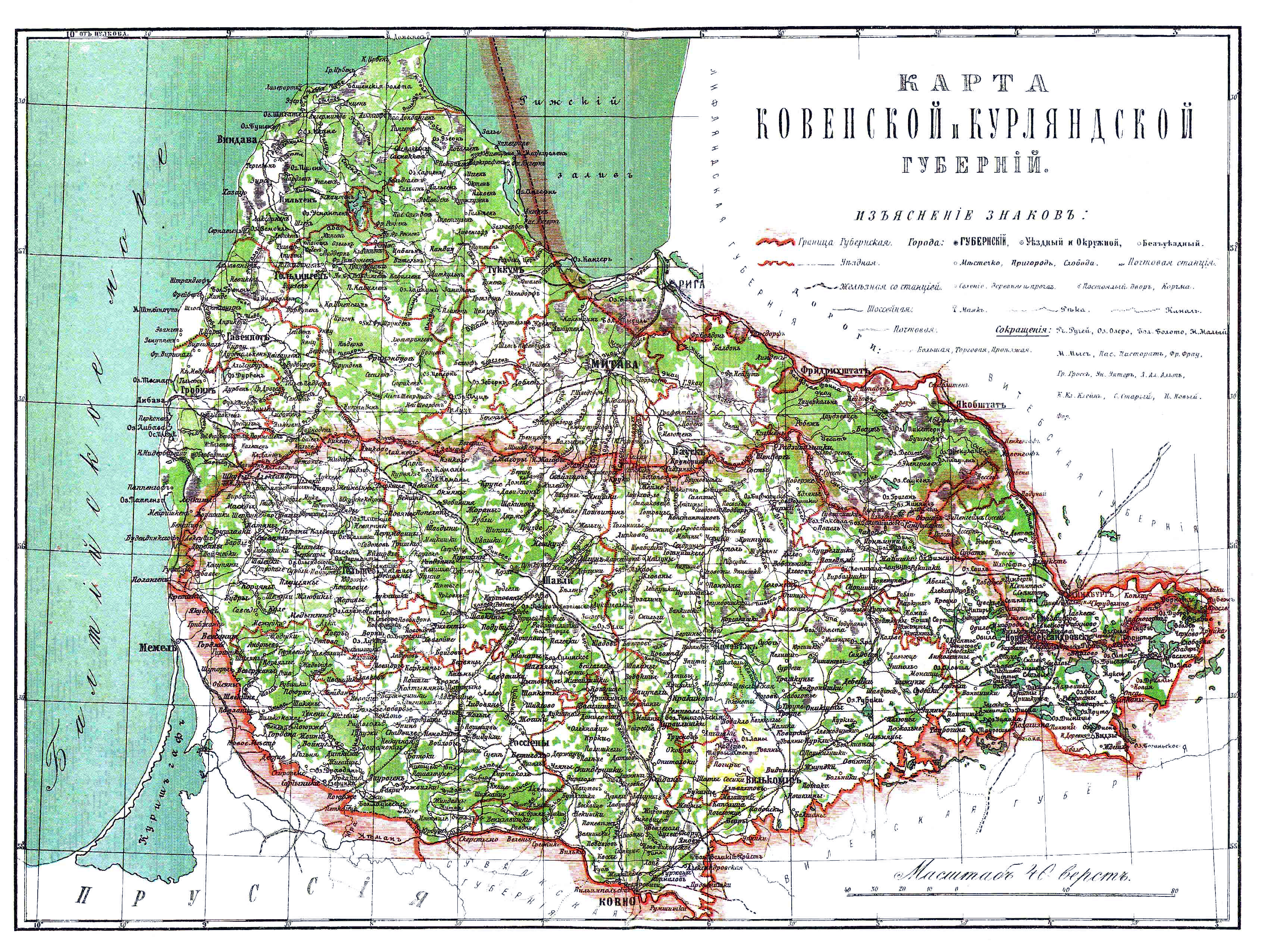
Die Gouvernements Kurland und Kaunas (Kowno) in einer russischen Karte um 1890

Das Herzogtum Kurland und Semgallen kam im Zuge der Dritten Polnischen Teilung 1795 an das Russische Reich. Formal ein Vasallenstaat von Polen-Litauen, waren die letzten Jahrzehnte immer Günstlinge der russischen Herrscher an der Regierung, zuletzt Peter von Biron, so dass das Land de facto schon länger von Russland beherrscht war. Am 18. März 1795 kam der formelle Landtagsbeschluss, sich dem russischen Zepter zu unterstellen, der Herzog wurde mit einer Pension abgefunden. Am 12. Februar 1796 wurde auch der julianische Kalender wieder eingeführt.
Kurland wurde als Gouvernement organisiert, wobei auch das Stift Pilten (Piltene), das zur polnisch-litauischen Woiwodschaft Livland gehört hatte, und 1819 der litauische Küstenstreifen um Polangen (lit. Palanga), als Wolost Polangen zu diesem neuen Gouvernement geschlagen wurden. Politisch konnte die deutschbaltisch geprägte Kurländische Ritterschaft eine dominierende Rolle behaupten. Durch Beschluss der Kurländischen Ritterschaft wurde 1817 die Leibeigenschaft in Kurland aufgehoben; das Gouvernement Estland war dabei 1816 vorausgegangen, das Gouvernement Livland folgte 1819. Im übrigen Russland hingegen bestand die Leibeigenschaft noch bis 1861.
Ab der Mitte des 19. Jahrhunderts gab es erste Versuche der Angleichung der baltischen Provinzen an das übrige Russland (Russifizierung). 1835 wurde das Russische Gesetzbuch eingeführt und 1850 das Russische als Amtssprache, aber erst in späteren Jahrzehnten gab es ernsthafte Durchsetzungsversuche. Bis 1876 gab es ein Generalgouvernement der Ostseeprovinzen, das in diesem Jahr abgeschafft wurde.
Im Ersten Weltkrieg lag Kurland im Kampfgebiet der Ostfront und war seit dem Frühjahr bzw. dem Frühsommer 1915 größtenteils von deutschen Truppen besetzt. Es fiel nach dem Scheitern der von deutscher Seite geförderten deutschbaltischen Staatsbildung an das 1918 unabhängig gewordene Lettland.

## Statistik zum Jahre 1885
Im Jahre 1885 zählte das Gouvernement Kurland 652.570 Einwohner (24 pro km²). Darunter waren 74 % Protestanten, 18 % Römische und Griechische Katholiken und ca. 8 % Juden. Die Landbevölkerung bestand durchgehend aus Letten, während ein wesentlicher Teil der städtischen Bevölkerung deutschbaltisch war (8 % insgesamt). Daneben gab es noch 1,7 % Russen und 1 % Polen und Litauer.
Der bei weitem bedeutendste Wirtschaftszweig war der Ackerbau. Man baute vor allem Roggen (1884 14,2 hl/Hektar), Hafer (14,5), Winterweizen (15,6), Sommerweizen (9,6), Gerste (15,1) und Kartoffeln (120,9) an. Der Viehbestand betrug 173.530 Stück Hornvieh, 165.788 Schafe, 86.835 Schweine und 122.692 Pferde. An Mineralien wurden hauptsächlich Gips, Lehm, Kalk und Torf, Sandstein, Mergel und ein wenig Braunkohle abgebaut, auch gab es Bernsteinvorkommen. Demgegenüber war die Industrie ziemlich unbedeutend, der wichtigste Industriezweig war die Branntweinerzeugung.
Der Handel ging hauptsächlich über den Hafen von Libau (Liepāja), der auch ein wichtiger Stützpunkt der Kaiserlich Russischen Marine war. An Eisenbahnverbindungen führt die Strecke Riga-Kowno (lit. Kaunas) quer durch das Gebiet.
Es gab 1885 drei klassische Gymnasien, und zwar in Mitau, Libau und Goldingen, mit insgesamt 1857 Schülern, fünf höhere Bildungsanstalten für die weibliche Jugend, 24 Kreisschulen und Waisenhausschulen, zwei Stadtschulen, 136 Privatlehranstalten, 418 Elementarschulen, drei Taubstummenschulen, fünf Navigationsschulen, ein Volksschullehrerseminar und eine Ackerbauschule. Es gab insgesamt 44.029 Schüler, davon 17.310 weiblichen Geschlechts. Auf dem Land kam auf 1290 Menschen eine Schule und ein Schüler auf 15 Personen.

## Bevölkerung
Laut Volkszählung im Russischen Reich 1897
| Sprache                                            | Zahl    | Prozentsatz (%) | männl.  | weibl.  |
| -------------------------------------------------- | ------- | --------------- | ------- | ------- |
| Lettisch                                           | 507 511 | 75.29           | 240 672 | 266 839 |
| Deutsch                                            | 51 017  | 7.56            | 23 372  | 27 645  |
| Jiddisch                                           | 37 689  | 5.59            | 18 137  | 19 552  |
| Russisch                                           | 25 630  | 3.8             | 16 319  | 9 311   |
| Polnisch                                           | 19 688  | 2.92            | 9 985   | 9 703   |
| Litauisch                                          | 16 531  | 2.45            | 8 833   | 7 698   |
| Belarussisch                                       | 12 283  | 1.82            | 6 356   | 5 927   |
| Romani                                             | 1 202   | 0.17            | 581     | 621     |
| Personen die ihre Muttersprache nicht nannten      | 5       | >0.01           | 4       | 1       |
| Sprachen mit weniger als 1000 Sprechern in Kurland | 2 478   | 0.36            | 1 993   | 485     |
| Gesamt                                             | 674 034 | 100             | 326 252 | 347 782 |